# Skate Canada 2014
Navigation
Édition précédente Édition suivante
Le Skate Canada (ou Internationaux Patinage Canada) est une compétition internationale de patinage artistique qui se déroule au Canada au cours de l'automne. Il accueille des patineurs amateurs de niveau senior dans quatre catégories: simple messieurs, simple dames, couple artistique et danse sur glace.
Le quarante-et-unième Skate Canada est organisé du 31 octobre au 2 novembre 2014 à la Prospera Place de Kelowna dans la province de la Colombie-Britannique. Il est la deuxième compétition du Grand Prix ISU senior de la saison 2014/2015.

## Résultats

### Messieurs
| Rang    | Nom                | Pays       | Points | Programme court | Programme court | Programme libre | Programme libre |
| ------- | ------------------ | ---------- | ------ | --------------- | --------------- | --------------- | --------------- |
| 1       | Takahito Mura      | Japon      | 255.81 | 2               | 82.57           | 1               | 173.24          |
| 2       | Javier Fernández   | Espagne    | 244.87 | 1               | 86.36           | 2               | 158.51          |
| 3       | Max Aaron          | États-Unis | 231.77 | 5               | 76.50           | 3               | 155.27          |
| 4       | Stephen Carriere   | États-Unis | 231.67 | 4               | 80.33           | 4               | 151.34          |
| 5       | Konstantin Menshov | Russie     | 225.03 | 3               | 81.70           | 6               | 143.33          |
| 6       | Florent Amodio     | France     | 215.71 | 8               | 72.14           | 5               | 143.57          |
| 7       | Michal Březina     | Tchéquie   | 208.24 | 7               | 73.29           | 8               | 134.95          |
| 8       | Takahiko Kozuka    | Japon      | 203.17 | 6               | 75.85           | 11              | 127.32          |
| 9       | Andrei Rogozine    | Canada     | 202.40 | 9               | 70.95           | 10              | 131.45          |
| 10      | Adam Rippon        | États-Unis | 201.92 | 11              | 62.83           | 7               | 139.09          |
| 11      | Liam Firus         | Canada     | 198.91 | 10              | 64.94           | 9               | 133.97          |
| Forfait | Elladj Baldé       | Canada     |        |                 |                 |                 |                 |

### Dames
| Rang | Nom                | Pays         | Points | Programme court | Programme court | Programme libre | Programme libre |
| ---- | ------------------ | ------------ | ------ | --------------- | --------------- | --------------- | --------------- |
| 1    | Anna Pogorilaya    | Russie       | 191.81 | 1               | 65.28           | 1               | 126.53          |
| 2    | Ashley Wagner      | États-Unis   | 186.00 | 2               | 63.86           | 2               | 122.14          |
| 3    | Satoko Miyahara    | Japon        | 181.75 | 4               | 60.22           | 3               | 121.53          |
| 4    | Courtney Hicks     | États-Unis   | 174.51 | 8               | 56.36           | 4               | 118.15          |
| 5    | Rika Hongo         | Japon        | 171.47 | 5               | 59.10           | 5               | 112.37          |
| 6    | Alena Leonova      | Russie       | 164.15 | 3               | 62.54           | 6               | 101.61          |
| 7    | Alaine Chartrand   | Canada       | 156.22 | 7               | 57.06           | 7               | 99.16           |
| 8    | Brooklee Han       | Australie    | 146.80 | 11              | 51.55           | 8               | 95.25           |
| 9    | Kim Hae-jin        | Corée du Sud | 143.43 | 10              | 52.18           | 10              | 91.25           |
| 10   | Veronik Mallet     | Canada       | 142.25 | 6               | 57.45           | 11              | 84.80           |
| 11   | Viktoria Helgesson | Suède        | 139.67 | 12              | 44.66           | 9               | 95.01           |
| 12   | Julianne Séguin    | Canada       | 136.95 | 9               | 52.74           | 12              | 84.21           |

### Couples
| Rang | Nom                                     | Pays       | Points | Programme court | Programme court | Programme libre | Programme libre |
| ---- | --------------------------------------- | ---------- | ------ | --------------- | --------------- | --------------- | --------------- |
| 1    | Meagan Duhamel / Eric Radford           | Canada     | 210.74 | 1               | 72.70           | 1               | 138.04          |
| 2    | Sui Wenjing / Han Cong                  | Chine      | 184.64 | 2               | 65.22           | 2               | 119.42          |
| 3    | Evgenia Tarasova / Vladimir Morozov     | Russie     | 175.45 | 3               | 64.14           | 3               | 111.31          |
| 4    | Madeline Aaron / Max Settlage           | États-Unis | 165.91 | 4               | 57.20           | 4               | 108.71          |
| 5    | Vanessa James / Morgan Ciprès           | France     | 161.79 | 5               | 56.47           | 5               | 105.32          |
| 6    | Kirsten Moore-Towers / Michael Marinaro | Canada     | 158.82 | 6               | 53.79           | 6               | 105.03          |
| 7    | Brittany Jones / Joshua Reagan          | Canada     | 146.77 | 7               | 49.80           | 8               | 96.97           |
| 8    | Mari Vartmann / Aaron Van Cleave        | Allemagne  | 145.89 | 8               | 48.43           | 7               | 97.46           |

### Danse sur glace
| Rang | Nom                                           | Pays       | Points | Danse courte | Danse courte | Danse libre | Danse libre |
| ---- | --------------------------------------------- | ---------- | ------ | ------------ | ------------ | ----------- | ----------- |
| 1    | Kaitlyn Weaver / Andrew Poje                  | Canada     | 171.10 | 1            | 68.61        | 1           | 102.49      |
| 2    | Piper Gilles / Paul Poirier                   | Canada     | 152.60 | 4            | 57.35        | 2           | 95.25       |
| 3    | Madison Hubbell / Zachary Donohue             | États-Unis | 148.23 | 3            | 59.29        | 3           | 88.94       |
| 4    | Ksenia Monko / Kirill Khaliavin               | Russie     | 143.48 | 2            | 59.62        | 6           | 83.86       |
| 5    | Nelli Zhiganshina / Alexander Gazsi           | Allemagne  | 140.95 | 6            | 55.35        | 4           | 85.60       |
| 6    | Alexandra Aldridge / Daniel Eaton             | États-Unis | 137.37 | 5            | 56.13        | 7           | 81.24       |
| 7    | Élisabeth Paradis / François-Xavier Ouellette | Canada     | 134.48 | 8            | 50.35        | 5           | 84.13       |
| 8    | Sara Hurtado / Adrià Díaz                     | Espagne    | 127.99 | 7            | 52.43        | 8           | 75.56       |

## Source
- Résultats du Skate Canada 2014 sur le site de l'ISU